# 베다 시대
베다 시대(영어: Vedic period, 기원전 1500년 ~ 기원전 500년)는 인도사에서 인도 아대륙 북부에서 베다가 구성되었던 후기 청동기 시대와 초기 철기 시대, 인더스 문명의 종말과 기원전 600년 인도-갠지스 평원 중부에서 시작된 두번째 도시화 사이의 시기를 말한다. 베다는 여러 인도아리아인의 부족 연합인 쿠루 왕국에서 발전한 영향력 있는 브라만교 사상의 기초를 형성한 전례 문헌이다. 베다는 역사적으로 해석된 이 시기 동안의 삶의 세부 사항을 포함하고 있으며 그 시대를 이해하기 위한 주요 자료를 포함한다. 이 문헌은 해당 고고학 기록과 함께 인도아리아인과 베다 문화의 발전을 추적하고 추론할 수 있도록 해준다.
베다는 이 시기 초기에 인도 아대륙의 북서부 지역으로 이주한 고대 인도아리아어군의 화자들에 의해 정확하게 구전으로 구성되고 전달되었다. 베다 사회는 가부장적이고 부계적이었다. 초기 인도아리아인들은 펀자브를 중심으로 한 후기 청동기 시대 사회였으며, 왕국보다는 부족으로 조직되었고 주로 목축 생활을 통해 사회가 유지되었다.
기원전 1200년에서 기원전 1000년 사이에 아리아 문화는 동쪽으로 비옥한 서부 갠지스 평야로 퍼져나갔다. 철기 도구가 채택되어 숲을 개간하고 보다 안정된 농업 생활 방식을 채택할 수 있었다. 베다 시대의 후반기는 마을과 왕국의 출현, 인도 특유의 복잡한 사회적 분화, 쿠루 왕국의 스라우타 의식에 대한 성문화로 특징지어진다. 이 시기 동안 중앙 갠지스 평원은 대마가다와 관련이 있지만 비베다적 인도아리아인 문화에 의해 지배되었다. 베다 시대가 끝날 무렵 베다 정통 교리에 도전한 슈라마나 운동(자이나교와 불교 포함)뿐만 아니라 진정한 도시와 강대국(마하자나파다라고 불림)의 발흥이 목격되었다.
베다 시대에는 지속적인 영향력을 지닌 카스트 계층이 출현하였다. 베다 종교는 브라만적 정통으로 발전했으며, 기원후 무렵 베다 전통은 "힌두교"의 주요 구성 요소 중 하나를 형성하였다.
이 시기 인도-아리아 물질 문화의 단계로 확인된 고고학적 문화로는 황토색토기 문화, 간다라 무덤 문화, 흑적색토기 문화 및 채문회색토기 문화 등이 있다.

## 역사

### 태생
초기 베다 시대는 역사적으로 기원전 2000년대 후반으로 거슬러 올라간다. 역사적으로 기원전 1900년경에 발생한 인더스 문명의 붕괴 이후, 인도아리아인 집단은 인도 북서부로 이주하여 북부 인더스 계곡에 거주하기 시작하였다. 인도아리아인은 기원전 2000년대 이전에 안드로노보 지평선에서 다른 인도이란인 부족과 분리된 하위 집단을 대표했다. 인도이란인은 신다슈타 문화에서 시작되었으며, 그로부터 이후에 안드로노보 지평선이 생겨났다. 인도아리아인들은 인접한 박트리아 - 마르기아나 지역(현재 북부 아프가니스탄)을 통해 인도 북서부로 이주했고, 기원전 1500년경 이란의 야즈 문화가 발흥하여 기원전 800년경 이란인들이 이란으로 이주하였다.

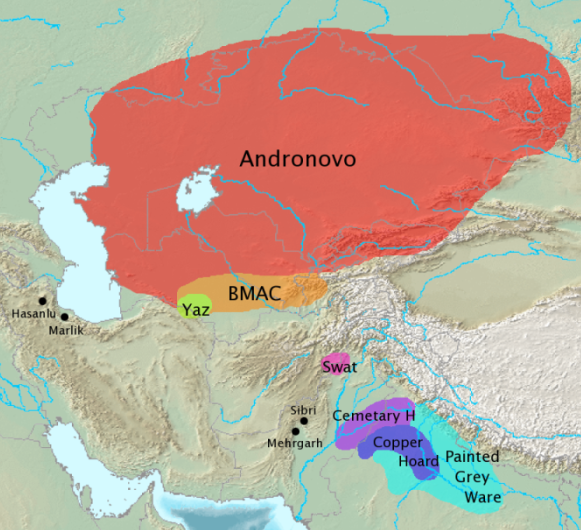
인도이란인 이주와 관련된 고고학적 문화. 안드로노보 문화, 박트리아-마르기아나 문화 및 야즈 문화는 종종 인도-이란 이주와 관련이 있다. GGC, Cemetery H, Copper Hoard 및 PGW 문화는 인도아리아인 운동과 관련된 문화의 후보이다.

인도 작가들과 고고학자들은 인도아리아인이 인도로 이주한다는 견해에 반대하고 인도아리아인의 토착적 기원을 주장하였다. 이러한 관점에서, "인도 문명이 신두-사라스바티 (또는 인더스) 전통(기원전 8000년 ~ 기원전 7000년)의 초기 기간에서 유래했으며 이 전통은 깨지지 않은 것으로 간주되어야 한다." 이 주장은 인도에서 인기가 있고 인도의 역사와 종교에 대한 인도의 견해를 반영하고 있지만, 인도아리아인의 순수 토착 기원설에 대한 아이디어는 주류 학설에서 벗어났다.
아리아인에 대한 지식은 대부분 리그베다 - 삼히타에서 비롯된다. 즉, 베다의 가장 오래된 층인 기원전 1200년부터 기원전 1000년 사이에, 그들은 독특한 종교적 전통과 관습을 가져 왔다. 고전 이전 시대의 베다 신앙과 관습은 원시 인도유럽 종교 가설, 그리고 인도-이란 종교와 밀접한 관련이 있다. 신타슈타 문화의 순장은 리그베다의 순장 의식과 매우 유사하다는 것을 보여준다. 안토니에 따르면 고대 인도 종교는 제라프샨강(오늘날 우즈베키스탄)과 (오늘날) 이란 사이의 접촉 지역에 있는 인도-유럽 이민자들 사이에서 나타났을 것이다. 그것은 "오래된 중앙아시아와 새로운 인도-유럽의 요소들이 혼합된 것"이었으며, 박트리아-마르기아나 문화에서 인드라 신과 소마를 마시는 의식을 포함한 "특유한 종교적 신념과 관습"을 차용하였다.

### 전기 (기원전 1500년 ~ 기원전 1000년)

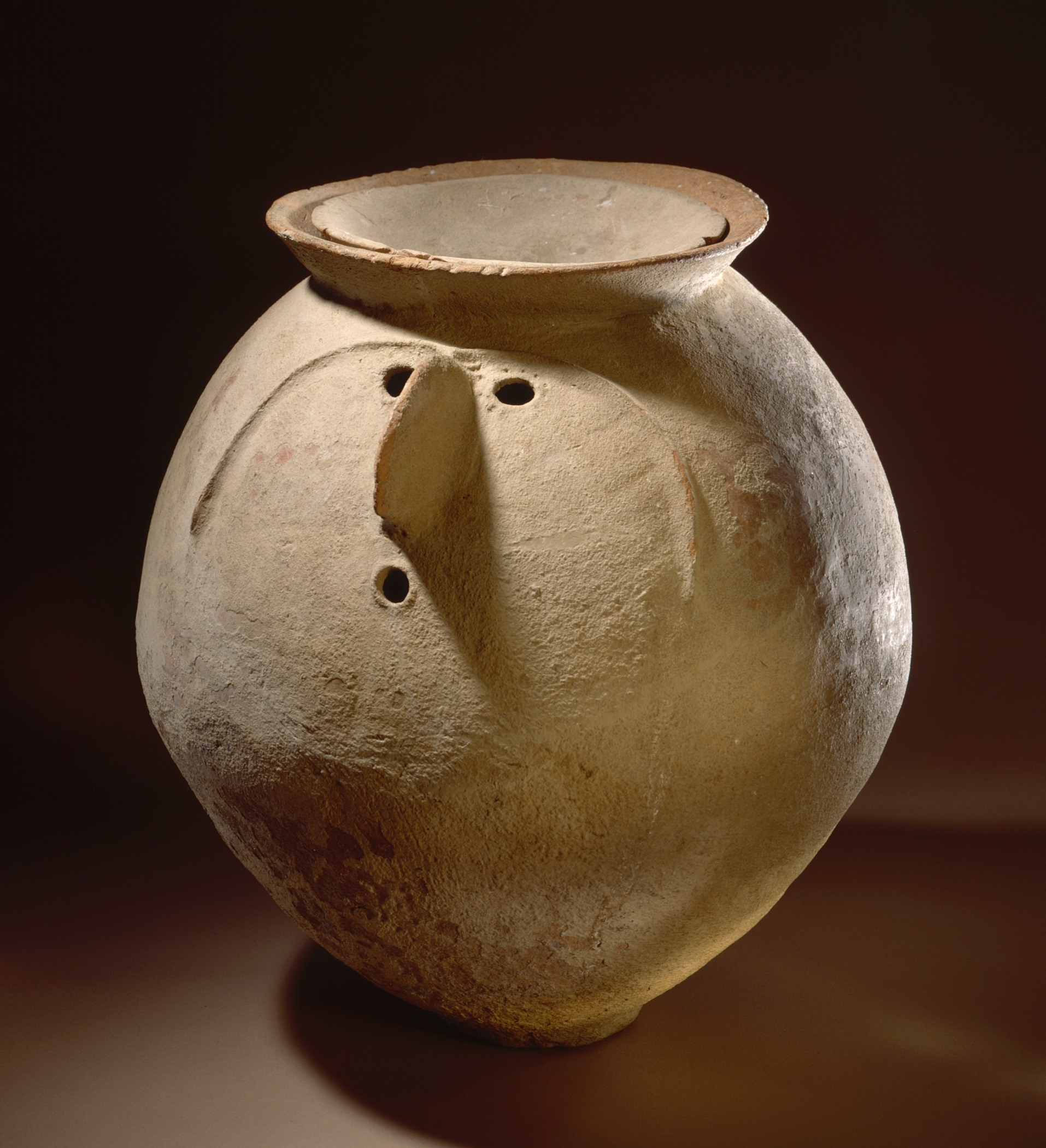
베다 물질 문화와 관련된 간다라 무덤 문화의 화장 항아리(기원전 1200년경)

리그베다에는 아리아인과 다사인 및 다스유인 간의 갈등에 대한 설명이 포함되어 있다. 리그베다는 다사인과 다스유인을 희생(아크라투) 또는 신의 계명(아브라타)에 순종하지 않는 사람들로 묘사하고 있다. 그들은 부드럽고, 사악하고, 적대적이며, 경멸적이거나 욕설을 의미할 수 있는 므리드라라는 말로 일컬어진다. 외모를 설명하는 다른 형용사는 많은 해석의 대상이 된다. 그러나 아스코 파르폴라와 같은 일부 현대 학자들은 다사와 다스유를 이란 부족 다하에 및 다흐유와 연결하면서 다사와 다스유가 베다 아리아인 이전에 인도 아대륙에 도착한 초기 인도아리아인 이민자라고 단정짓고 있다.  이와 마찬가지로, 브론크호스트는 중앙 갠지스 평야가 이와 관련이 있지만 베다 문화가 아닌 인도아리아인 문화에 의해 지배되었다고 주장하였으며, 사무엘도 그 차이점을 지적하였다.
다양한 베다 아리아인 부족 간의 군사 분쟁에 대한 설명도 리그베다에 설명되어 있다. 그러한 갈등 중 가장 주목할만한 것은 파루시니(현대의 라비 ) 강둑에서 일어난 다사라즈나 전투였다. 이 전투는 수다스 족장이 이끄는 바라타 부족과 이에 대항하는 10부족 연합 사이에 벌어진 전투였다. 바라타족은 사라스바티 강 상류 지역에 살았고, 그들의 서쪽 이웃인 푸루족은 사라스바티 강의 하류 지역에 살았으며, 다른 부족들은 바라타족의 북서쪽 펀자브 지역에 거주하였다. 라비 강의 물 분할이 전쟁의 이유일 수도 있다. 부족 연합은 라비강의 제방을 열어 바라타를 침수시키려 했지만, 수다스는 다사라즈나 전투에서 승리하였다. 푸루족의 우두머리인 푸루크투샤는 전투에서 죽었고 바라타족과 푸루족은 전쟁 후 새로운 부족인 쿠루족으로 합쳐졌다.

### 후기 (기원전 1000년 ~ 기원전 600년)

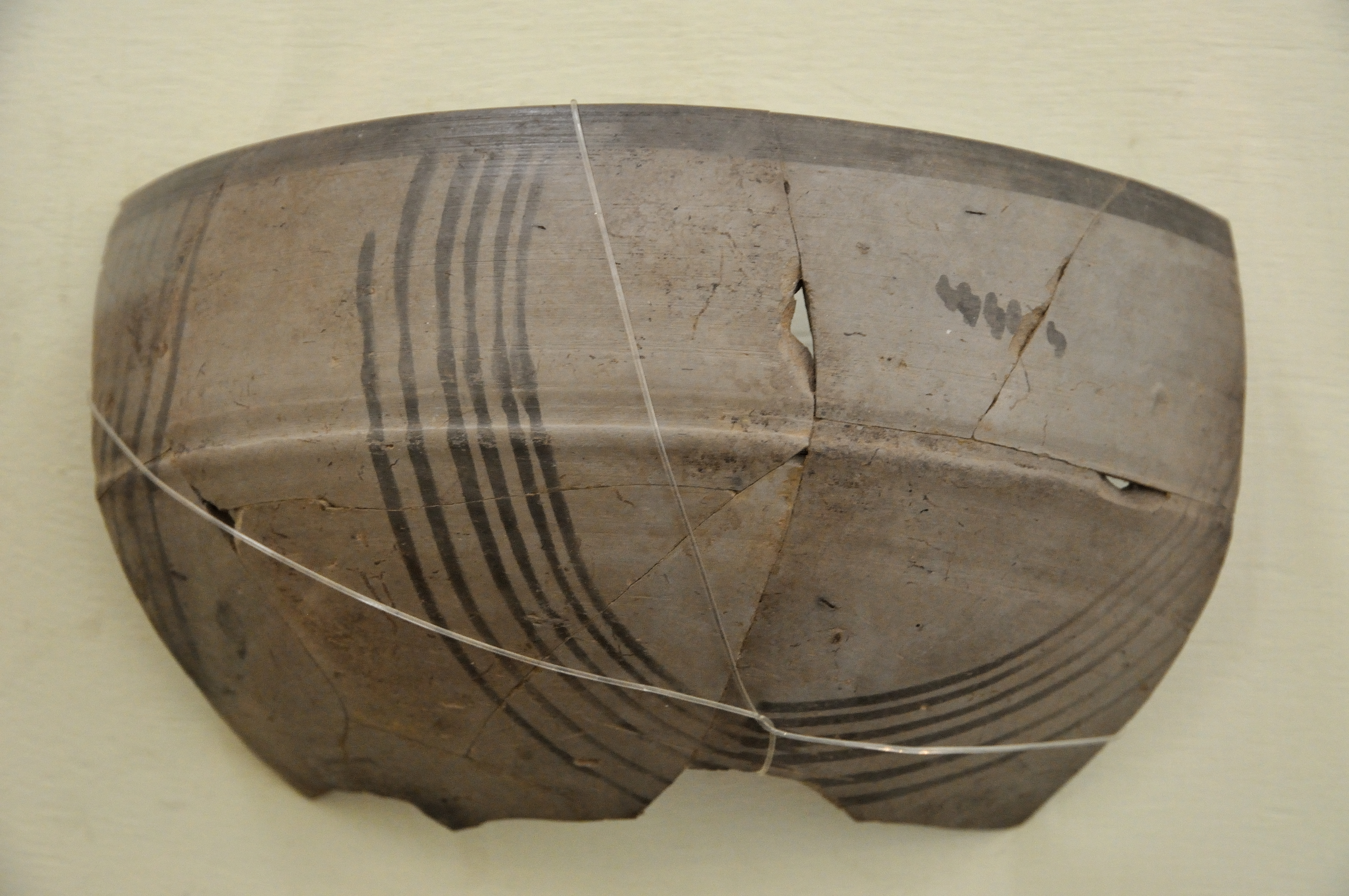
베다 재료 문화와 관련된 회색채문토기 문화(기원전 1000-600 경) 양식의 토기

기원전 12세기 이후, 리그베다의 최종 형태가 쿠루-판찰라 지역과 관련되었지만 북인도에서 유일하게 인도아리아인이 아니었던 베다 사회에서 확인되었으며, 북서인도는 반유목 생활에서 전환하여 농경 사회로 정착하였다. 말의 소유는 베다 지도자들과 유목 생활을 유지하는 자들의 중요한 우선 순위로 남아 있었고, 인도에서는 기병과 야즈나에 필요한 말을 사육할 수 없었기 때문에 힌두쿠시를 넘어서 무역로를 유지함으로써 말의 공급을 유지하였다. 갠지스 평원은 두꺼운 숲으로 인해 베다 부족의 영역에서 벗어났다. 기원전 1000년 이후, 철제 도끼와 쟁기의 사용이 널리 퍼졌고 정글은 쉽게 개간될 수 있었다. 이것은 베다 아리아인들이 그들의 정착지를 강가-야무나 사이에 있는 땅의 서쪽 지역으로 확장할 수 있게 하였다. 많은 오래된 부족들이 합쳐져 더 큰 정치 단위를 형성하였다.
베다 종교는 쿠루 왕국의 출현과 함께 더욱 발전하여 종교 문헌을 체계화하고 슈라우타 의식을 발전시켰다. 이것은 채문회색토기 문화(c.1200-600 BCE)와 관련이 있으며, 강가-야무나 사이에 있는 땅의 동쪽으로는 전파되지 않았다. 북부흑광도기와 코살라와 마가다의 마하자나파다들과 연관되어 있는 중앙 갠지스 지역의 관련 문화와는 확연히 다르게 구분된다.
이 시기에 카스트 제도가 등장했다. 인도사의 이 단계에서 주 쿨케와 로더문드는 "다양한 사회 계급 간의 노동 분업을 반영한 계급의 계층적 질서"였다. 베다 시대의 계급은 4개였는데, 브라만 사제와 무사 귀족이 제일 위에 위치했으며, 자유 농민과 상인이 3위, 노예, 노동자, 장인(많은 토착민에 속한 장인)이 4위였다.   이 시기는 농업, 금속 및 상품 생산과 무역이 크게 확장된 시기였으며 초기 우파니샤드와 후기 힌두 문화에 중요한 많은 경전을 포함한 베다 시대의 문헌의 등장이 완성되었다.

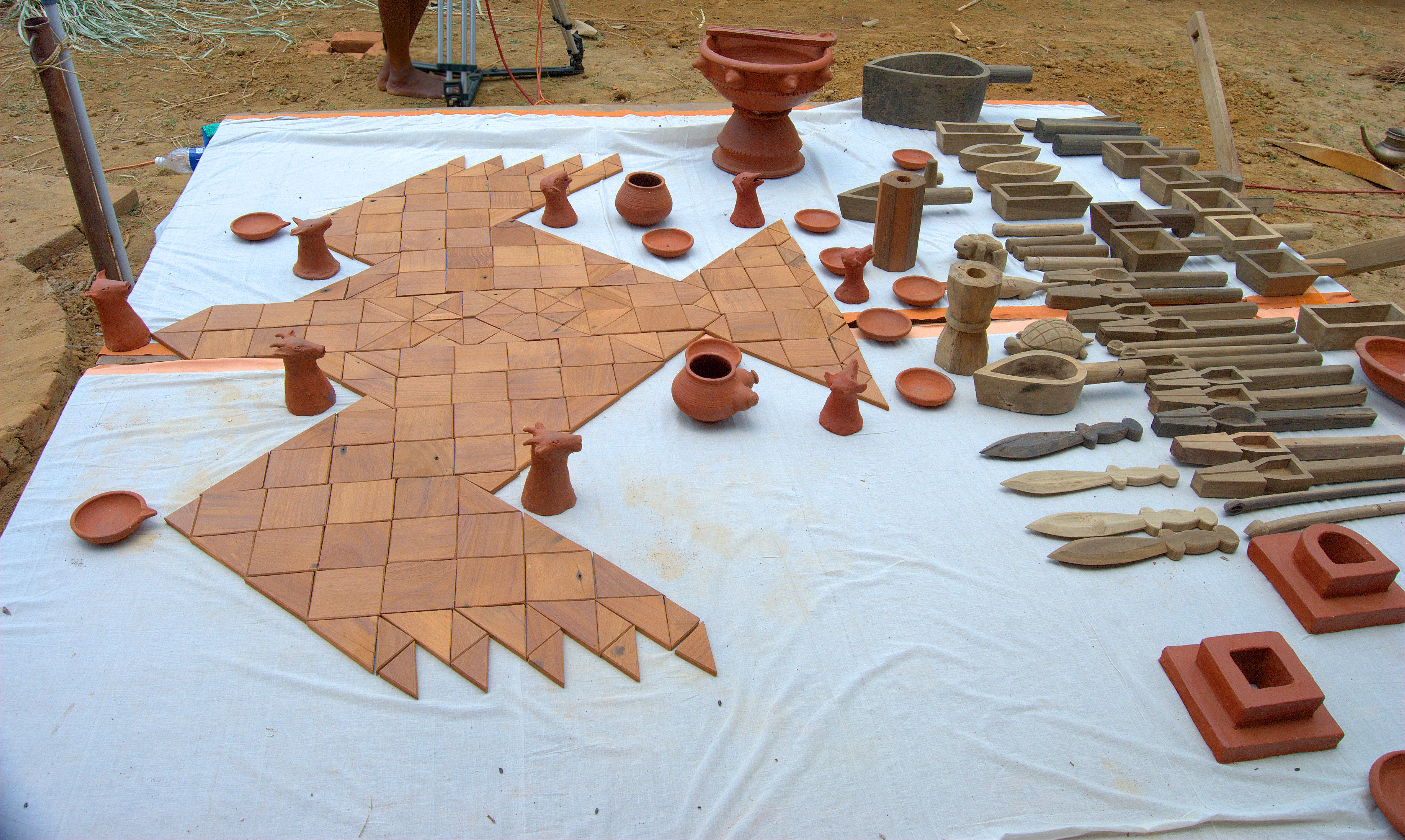
기원전 1000년경 쿠루 왕국에서 시작된 정교한 제단 의식인 아그니차야나에 사용된 기구와 매 모양의 제단의 현대 레플리카이다.

최초의 베다 "국가"인 쿠루 왕국은 새로운 집단으로서 여러 부족들이 합류한 "초거대 부족"에 의해 형성되었다. 이 국가를 다스리기 위해 베다 찬송가를 수집하고 필사했으며 새로운 의식이 개발되어 지금의 정통 슈라우타 의식을 형성하였다. 쿠루 왕국의 발전 과정에서의 두 주요 인물인 파리크시트와 그의 후계자인 자나메자야는 북부의 지배적인 정치적, 문화적 힘으로 이 영역을 철기 시대 인도로 전환시켰다.
이 시기에 발생한 새로운 종교 희생 중 가장 잘 알려진 것은 아슈바메다(마사제)였다. 이 희생제는 1년 동안 왕국을 돌아다닐 말을 선정하였으며, 말 뒤에는 선택된 전사들이 뒤따랐다. 말이 방황하는 왕국과 우두머리들은 경의를 표하거나 말이 속한 왕과 싸울 준비를 해야했다. 이 희생제는 이 시대에 국가 간 관계에 상당한 압력을 가했다. 이 시기는 또한 바르나 관습으로 인한 사회 계층화의 시작을 보여주며, 베다 사회는 브라만, 크샤트리야, 바이샤 및 수드라로 나뉘게 되었다.
쿠루 왕국은 비베다계의 살바족에 의해 패배한 후 쇠퇴했고, 베다 문화의 정치적 중심지는 갠지스 강의 동쪽에 있는 케신 다르비야 왕(약 기원전 900년에서 750년 사이)의 판찰라 왕국으로 이동하였다. 이후 기원전 8세기 또는 7세기에 비데하 왕국은 오늘날 인도의 비하르 북부와 네팔 남동부 지역에서 더 멀리 동쪽에 위치하는 정치 중심지로 등장하여 자나카 왕 아래에서 그 명성을 얻었으며, 야즈나발키야, 우달라카 아루니, 가르기 가차크나비 등의 브라만 성현들과 철학자들을 후원하였다. 판찰라는 또한 프라바하나 자이발리에 의해 이 시기 동안 눈에 띄었다.

### 도시화를 향하여
기원전 6세기에 자나파다는 마하자나파다라고 불리는 대국으로 통합되었다. 이 왕국들에서 도시화 과정이 시작되었고 상업과 여행이 번성했으며 멀리 떨어진 지역에서도 쉽게 접근할 수 있게 되었다. 마가다 동쪽에 있는 소왕국인 앙가(현대 서벵골)는 베다 문화의 동쪽 경계를 형성했다. 야두족은 남쪽 방향으로 확장하였고 마투라에 정착하여 수라세나를 건국하였다. 그들 왕국의 남쪽에 위치하던 밧사는 카우샴비를 수도로 삼아 지배하였다. 나르마다 강과 북서쪽 데칸의 일부는 남쪽 경계선을 형성했다.  새로 형성된 국가들이 제국의 야망을 드러내며 누가 더 우월한지 고투하였다.
베다 시대의 말기는 언어적, 문화적, 정치적 변화가 드러난다. 파니니의 문법은 경전의 성문화에 있어서 최종 정점을 표시하고 동시에 고전 산스크리트어의 시작을 표시한다. 기원전 6세기 초 인더스 계곡에서의 다리우스 1세의 침공으로 외부의 간섭이 시작되며 인도-그리스 왕국이 존속하였다. 한편, 코살라-마가다 지역에서 슈라마나(자이나교와 불교 포함) 운동은 브라만들의 베다 경전과 의식의 자기 부과된 권위와 정통에 반대했다. 브롱코스트에 따르면, 슈라마나 문화는 "대마가다"에서 발생했으며, 이들은 비베다적인 인도유럽인이었다.  이 문화에서 크샤트리야는 브라만보다 높은 지위에 위치하였으며 베다의 권위와 의식을 거부했다.

## 사회
베다 사회는 사회 경제적 계급이나 카스트의 뚜렷한 계층 구조가 없다는 점에서 상대적으로 평등주의적이었으나, 베다 시대는 사회 계급 계층의 출현을 목도하였다. 정치적 위계는 계급에 따라 결정되었는데, 여기서 라자는 맨 위에, 다시는 맨 아래에 서 있었다. 브라흐마나와 크샤트리야라는 단어는 리그베다의 다양한 가계서에 등장하지만, 바르나라는 용어와는 관련이 없다. 바이샤와 수드라라는 단어는 나타나지 않았다. 3.44-45와 같은 리그베다의 시들은 엄격한 사회 계층의 부재와 사회적 이동성의 존재를 나타낸다.
오, 소마를 좋아하는 인드라이시여, 당신은 나를 사람들의 보호자로 만들어 주시겠습니까, 아니면 나를 왕으로 만들어 주시겠습니까, 나를 소마를 마신 현자로 만들어 주시겠습니까, 당신은 나에게 끝없는 재산을 나누어 줄 것입니다.

결혼 제도는 중요했고 리그베다에는 일부일처제, 일부다처제, 일처다부제와 같은 다양한 유형의 결혼이 언급되어 있다. 여성 현자와 여신은 모두 베다아리아인에게 알려졌다. 여성은 남편을 선택할 수 있고 남편이 죽거나 실종되면 재혼할 수 있었다. 아내는 상당한 지위를 가졌다. 사람들은 우유, 유제품, 곡물, 과일 및 야채를 소비했다. 육식이 언급되지만 소는 살해되지 않았다. 의복으로 면화, 양모 및 동물 가죽 옷을 입었다. 소마와 수라는 종교에 의해 신성화된 베다 사회에서 인기 있는 음료였다. 플루트(바나나), 루테(비나), 하프, 심벌즈, 드럼 등이 연주되었으며 칠음 음계가 사용되었다. 다른 인기 오락으로는 춤, 드라마, 전차 경주, 도박 등이 있었다.
후기 베다 시대에 왕국의 출현은 바르나 계층의 출현으로 이어져 라자와 사람들 간의 거리를 멀어지게 했다. 후기 베다 사회는 브라만, 크샤트리야, 바이샤, 수드라 4개의 사회 집단으로 나뉘었다. 후기 베다 문헌에서는 각 집단의 사회적 경계, 역할, 지위 및 의식 순결을 고정했다. 샤타파타 브라마나는 브라만을 순수한 혈통, 선행, 영광, 가르침 또는 보호자, 크샤트리야는 힘, 명성, 통치, 전쟁, 바이샤는 물질적 번영과 소 사육 및 농업과 같은 생산 관련 활동, 수드라는 고등 바르나의 봉사와 연관짓는다. 라자수야 희생제의 효과는 희생제를 수행하는 사람의 바르나에 달려 있었다. 라자수야는 브라만에게 광채를, 크샤트리야에게는 용맹을, 바이샤에게는 창조적인 힘을, 수드라에게는 안정성을 부여했다. 후기 베다 문헌에서는 상위 세 바르나의 위계가 모호하다. 판차밤샤 브라마나와 샤타파타 브라마나의 13.8.3.11절은 크샤트리야를 브라만과 바이샤 위에 배치하는 반면, 1.1.4.12절은 브라만과 바이샤를 크샤트리야와 수드라 위에 배치한다. 푸루샤 숙탐은 네 개의 바르나를 계층적이지만 유기적인 전체의 상호 연관된 부분으로 시각화했다. 후기 베다 시대에 사회 계층화의 증가에도 불구하고, 리그베다 9.112와 같은 찬가는 어느 정도의 사회적 유동성을 시사한다: "나는 찬가를 낭송하는 사람이고, 나의 아버지는 의사이고, 나의 어머니는 돌로 (곡식을) 간다. 우리는 다양한 행동으로 부를 얻고 싶다."
가정은 후기 베다 시대에 중요한 단위가 되었다. 베다 시대의 다양한 가구들은 그리하파티가 이끄는 이상화된 가구로 자리를 내주었다. 남편과 아내, 아버지와 아들 사이의 관계는 계층적으로 조직되었고 여성들은 종속적이고 유순한 역할로 밀려났다. 일부다처제는 일처다부제보다 더 흔했고 타이티리야 삼히타와 같은 문헌들은 생리 중인 여성들의 금기를 나타낸다. 후기 베다 문헌에는 여성들이 종사했던 다양한 직업들이 언급되어 있다. 여성들은 소, 젖을 짜는 소, 카드로 짠 양모, 직조공, 염색공, 그리고 곡물분쇄자였다. 전투에서 다리를 잃은 비슈팔라와 같은 여전사들이 언급된다. 우파니샤드에는 두 명의 여성 철학자가 언급되어 있다. 패트릭 올리벨(Patrick Olivele)은 우파니샤드의 번역에서 "이 여성들이 어떻게 신학적 문제에 참여할 수 있는지를 정당화하거나 설명하려는 시도 없이 소개된다는 사실은 이 시기에 적어도 일부 사회 계층의 여성들의 상대적으로 높은 사회적, 종교적 지위를 암시한다"고 썼다.

## 정치체
초기 베다 아리아인들은 왕국이 아닌 부족으로 조직되었다. 부족의 우두머리는 라잔이라고 불렸다. 라잔의 자율성은 사바와 사미티라고 불리는 부족 의회에 의해 제한되었다. 두 기관은 부분적으로 부족의 통치를 담당했다. 라잔은 그들의 승인 없이는 왕좌에 오를 수 없었다. 두 기관의 차이는 명확하지 않다. 저명한 역사가이자 인도학자인 아서 르웰린 바샴은 사바가 부족 장로들의 모임인 반면, 사미티는 모든 자유 부족민의 모임이었다는 이론을 세웠다. 일부 부족에는 세습 족장이 없었으며 부족 의회가 직접 통치했다. 라잔에는 궁인(사바사드)과 종파의 추장(그라마니)이 참석하는 초보적인 궁정이 있었다. 라잔의 주된 책임은 부족을 보호하는 것이었다. 그는 푸로히타(사제), 세나니(장군), 두타(사신), 스파시(간첩)를 포함한 여러 관료들의 도움을 받았다. 푸로히타는 전쟁의 성공과 평화의 번영을 위한 의식과 주문을 수행했다.
후기 베다 시대에 부족들은 수도와 기초적인 행정 체제를 가진 소왕국으로 통합되었다. 이러한 새로운 국가를 다스리는 데 도움을 주기 위해 왕과 브라만 사제는 베다 찬가를 모아 정리하고 새로운 의식 모음(현재 정통 슈라우타 의식)를 개발하여 떠오르는 사회 계층을 강화했다. . 라잔은 사회 질서의 수호자이자 라슈트라(정치체)의 수호자로 여겨졌다. 세습 왕권이 등장하기 시작했고, 이전에 누가 왕이 될 자격이 있는지를 결정했던 전차 경주, 소 습격, 주사위 게임과 같은 경쟁은 유명해졌다. 이 시대의 의식들은 왕의 지위를 그의 백성들보다 높였다. 그는 때때로 삼라트(최고통치자)라고 불렸다. 라잔의 증가하는 정치적 힘은 그가 생산적인 자원에 대한 더 큰 통제권을 얻을 수 있게 했다. 자발적인 세금 증여(bali)는 의무적인 징수가 되었지만, 체계적인 과세 체계는 없었다. 사바와 사미티는 후기 베다 본문에서 여전히 언급되지만, 왕권이 상승함에 따라 그들의 영향력은 감소했다. 후기 베다 시대가 끝날 무렵, 인도에서는 왕정(라지야), 과두정(가나 또는 상가), 부족왕정과 같은 여러 종류의 정치체제가 출현했다.
쿠루 왕국에 대한 마이클 위첼의 분석에 따르면, 그것은 중기 베다 시대의 가장 초기 베다 "국가"로 특징지어질 수 있다. 그러나 로버트 벨라는 쿠루가 진정한 "국가"인지 부족사회인지 여부를 "고정"하는 것은 어렵다는 점을 관찰했는데, 이는 쿠루 왕들이 특히 "라잔"보다 높은 왕실 칭호를 채택한 적이 없기 때문이다. 이것은 베다적 문맥에서 "왕"이 아니라 "족장"을 의미한다. 중기 베다 시대는 또한 도시가 부족하다는 특징이 있다. 벨라는 이것을 "도시국가"가 아닌 "영토국가"였던 고대 하와이와 "극초기 이집트"의 초기 국가 형성과 비교하며, 따라서 "중심을 형성한 것은 도시가 아니라 왕궁이었고, 왕궁은 종종 순회되었다." 로밀라 타파르는 베다 시대의 국가 형성을 "발육 정지"의 조건으로 특징짓는데, 지방의 수장들이 상대적으로 자율적이었고, 국가 건설로 향했을 수 있는 잉여 재산이 대신 사회 관계를 구성하는 데도 도움이 되는 점점 더 거창한 의식에 사용되었기 때문이다. 베다 시대의 마지막 단계인 우파니샤드의 시기는 갠지스 계곡의 도시화의 시작과 연결된 새로운 국가 형성의 물결과 거의 동시에 있었다. 인구와 무역망의 성장과 함께, 이러한 사회적, 경제적 변화는 오래된 삶의 방식에 압력을 가했다. 우파니샤드와 그에 따른 슈라마나 운동의 무대를 마련하고, 십육대국 시대가 이어진 베다 시대의 끝을 장식했다.
조지 에르도시에 따르면, 기원전 1000년부터 600년까지의 기간의 고고학 자료는 갠지스 계곡의 2층 정착 패턴을 보여주는데, 단순한 족장들의 존재를 암시하는 일부 "온건한 중심지"를 가지고 있으며, 쿠루크셰트라 구역 자체가 더 복잡한(아직 도시화되지는 않았지만) 3층 계층 구조를 보여준다. 이어서 (기원전 600년 이후) 대도시와 요새화된 도시를 포함한 4개의 부지 규모 계층이 도시화된 국가 수준 사회와 일치한다.

## 경제

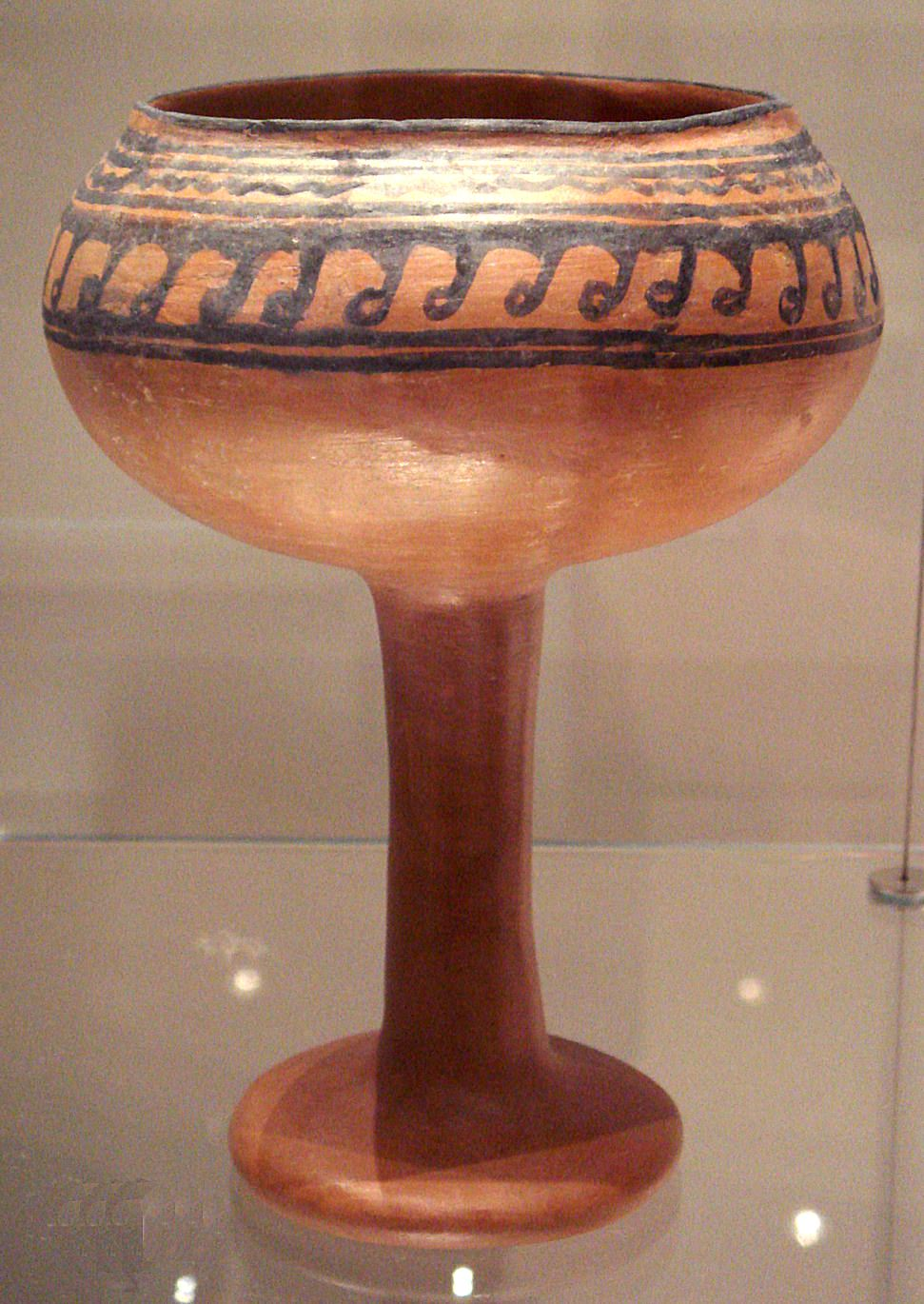
말와 나브다톨리에서 출토된 도자기 잔. 기원전 1300년.

베다 시대의 경제는 목축과 농업의 결합으로 유지되었다. 리그베다에는 밭의 평준화, 씨앗 가공, 큰 항아리에 곡물을 저장하는 것에 대한 언급이 존재한다. 전리품은 또한 부의 주요 원천이었다. 경제 교류는 특히 왕과 사제에게 선물을 주고, 소를 화폐 단위로 사용하는 물물교환을 통해 이루어졌다. 일부 찬송가에서 금이 언급되는 반면, 동전의 사용에 대한 표시는 없다. 리그베다에는 야금학이 언급되지 않았지만, 야금이라는 단어와 그것으로 만들어진 면도기, 뱅글, 도끼와 같은 기구들이 언급된다. 한 구절은 아야의 정화를 언급하고 있다. 어떤 학자들은 아야가 철을 가리키고 담과 카르마라는 철 용접공을 가리킨다고 믿는다. 그러나 문헌학적 증거에 따르면 리그베다의 아야는 구리와 청동만을 가리키는 반면, 철 또는 문자 그대로 "검은 금속"인 스야마아야는 리그베다 이후의 아타르바베다에서 처음 언급되며, 따라서 전기 베다 시대는 청동기 시대 문화였고 후기 베다 시대는 철기 시대 문화였다.
베다 사회가 반 유목 생활에서 후기 베다 시대에 정착 농업으로 전환되면서 무역과 자원 경쟁이 증가했다. 이 시기 동안 갠지스 계곡을 따라 농업이 경제 활동을 지배했다. 농업 작업은 복잡성이 증가했고 철 도구(크리슈나아야 또는 샤야마아야, 문자 그대로 검은 금속)의 사용이 증가했으며, 밀, 쌀, 보리의 농작물이 경작되었다. 잉여 생산은 이 시기에 부상하고 있던 중앙집권화된 왕국들을 지원하는 데 도움이 되었다. 목공, 가죽 세공, 태닝, 도자기, 점성술, 보석류, 죽어가는 것, 그리고 와인 제조와 같은 새로운 공예와 직업들이 생겨났다. 구리, 청동, 그리고 금을 제외하고, 후기 베다 문헌들은 주석, 납, 그리고 은에 대해서도 언급한다.
어떤 찬가에서 파니는 상인들을, 다른 찬가에서는 부를 숨기고 베다의 희생제를 치르지 않은 인색한 사람들을 가리킨다. 일부 학자들은 파니가 셈족 무역상이었다고 주장하지만, 이것에 대한 증거는 희박하다. 전사, 사제, 소몰이꾼, 농부, 사냥꾼, 이발사, 포도주공, 전차 제조, 수레 제조, 목공, 금속 세공, 태닝, 활 만들기, 바느질, 직조, 풀과 갈대로 돗자리를 만드는 직업이 리그베다의 찬가에 언급되어 있다. 이들 중 일부는 상근 전문가가 필요했을 수도 있다. 소형선과 바다에 대한 언급이 있다. 리그베다에서는 동쪽과 서쪽 바다를 모두 언급한다. 개인의 재산 소유권은 존재하지 않았고 씨족은 전체적으로 토지와 소떼에 대한 권리를 누렸다. 전쟁 중 또는 부채 미지급의 결과로 노예화(다사, 다시)가 언급된다. 그러나 노예들은 생산과 관련된 활동보다는 가정에서 일하는 경우가 많았다.

## 종교

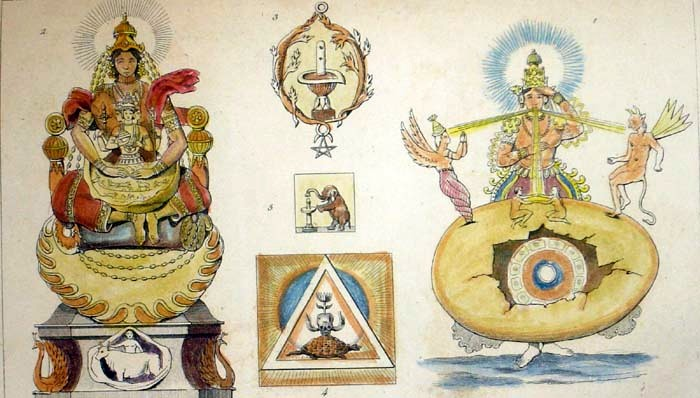
1850년대의 강철 조각으로, 생명의 생산과 보호를 관장하는 베다의 신 프라자파티의 창조적인 활동을 묘사한다.

베다 시대까지 거슬러 올라가는 문헌들은 주로 네 개의 베다이지만, 브라마나, 아란야카, 그리고 더 오래된 우파니샤드뿐만 아니라 가장 오래된 슈라우타수트라도 베다로 여겨진다. 베다는 16명 또는 17명의 슈라우타 사제와 푸로히타에 의해 행해진 의식과 희생과 관련된 전례를 기록한다.
리그베다 찬가의 작곡가들인 리쉬는 영감을 받은 시인들과 선견자들로 간주되었다 (베다 시대 이후에 영구적으로 존재하는 베다의 "청취자"로 이해되는 슈루티는 "청취된 것"을 의미한다.).
숭배의 방식은 리그베다의 시(베다 찬가)를 외우는 것, 사만들의 노래를 부르는 것, 그리고 희생적인 만트라(야주스)를 암송하는 것을 포함하는 희생제(야즈나)의 수행이었다. 야즈나는 베다 만트라의 구호와 함께 불 속에서 하바나 사마그리(초본 준비)의 희생과 승화를 포함했다. 야즈나라는 단어의 숭고한 의미는 산스크리트어 단어 야즈에서 유래되었는데, 이 단어는 신에 대한 숭배(데바푸자나), 통합(사오가티카라냐), 자선(다나)의 세 가지 의미를 가지고 있다. 필수적인 요소는 희생의 불, 즉 신성한 아그니였는데, 그 불에 바친 모든 것이 신에게 도달한다고 믿었기 때문에 봉헌물이 쏟아졌으며, 사람들은 풍성한 비, 소, 아들, 장수와 '천국'을 얻기 위해 기도했다.
베다 사람들은 영혼의 윤회를 믿었고, 보리수나무와 소는 아타르바베다 시대에 신성시되었다. 다르마, 카르마와 등과 같이 나중에 나타나는 인도 철학의 많은 개념들은 베다에 뿌리를 두고 있다.
베다 판테온의 주요 신들은 인드라, 아그니, 소마와 미트라-바루나, 아리아만, 바가, 암사와 같은 사회 질서의 신들과, 태양신 수리야, 풍신 바유, 지모신 프리티비와 같은 자연신들이 있었다. 여신들은 새벽의 여신 우샤스, 지모신 프리티비, 그리고 아디트야들의 어머니인 아디티를 포함했다. 강, 특히 사라스바티도 여신으로 여겨졌다. 신들은 전능하다고 여겨지지 않았다. 인간과 신의 관계는 거래의 하나로, 아그니(성화)가 둘 사이의 전령 역할을 맡았다. 특히 소마 숭배와 불 숭배에서 공통적인 인도-이란 종교의 강력한 흔적이 남아 있으며, 이 두 전례 모두 조로아스터교에 보존되어 있다.
베다의 윤리는 사트야와 르타의 개념을 기반으로 한다. 사트야는 절대성에 뿌리를 둔 통합의 원칙이며, 르타는 우주와 그 안에 있는 모든 것의 작동을 조절하고 조정하는 사트야의 표현이다. 르타를 준수하는 것은 진보를 가능하게 하는 반면, 그것을 위반하는 것은 처벌로 이어질 것이다.
서력 시대가 시작될 무렵, 베다 전통은 "힌두교"의 주요 구성 요소 중 하나를 형성했다. 베다 종교는 슈라우타 의식에서 살아남은 반면, 요가와 베단타 같은 금욕적이고 경건한 전통은 베다의 권위를 인정하지만 베다 판테온을 이스바라와 브라흐만의 형태로 내재적이고 초월적으로 보이는 '신'(브라흐만)과 함께 우주에 대한 단일한 관점으로 해석한다. 우파니샤드와 서사시, 즉 마하바라타의 바가바드 기타와 같은 후기 문헌들은 이러한 후기 발전의 필수적인 부분이다.

## 문학

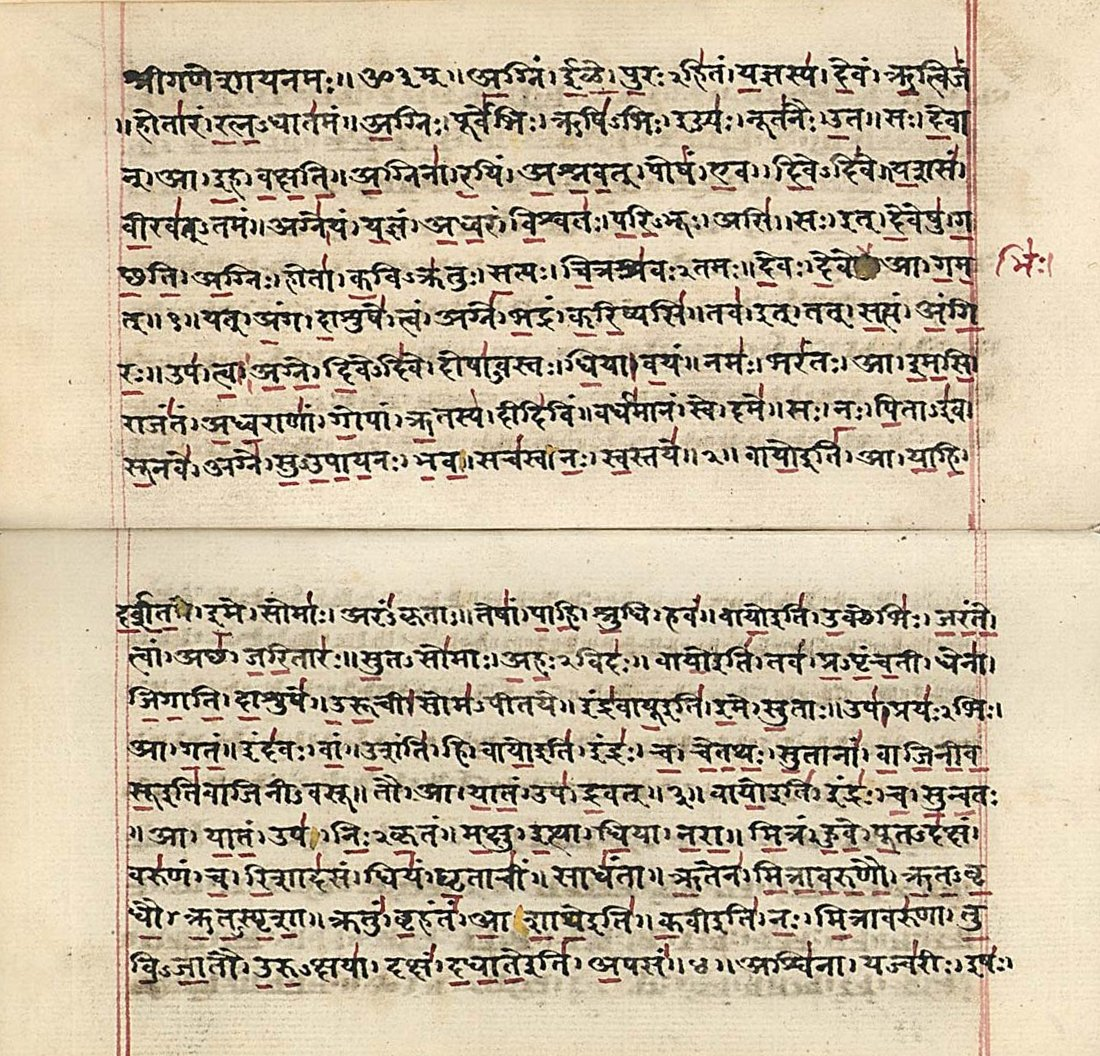
데바나가리에 있는 리그베다 (파다파타)의 19세기 초 원고. 베다 액센트는 빨간색 밑줄과 수직 오버스코어로 표시된다.

베다 시대 인도의 역사 재구성은 문헌 내부 세부 사항을 기반으로 하지만 관련 고고학적 세부 사항과 연관될 수 있다. 언어적으로 베다 문헌들은 5개의 연대순으로 분류할 수 있다.
1. 리그베다 문헌 : 리그베다는 지금까지 보존된 베다 문헌 중 가장 오래된 것이며, 언어와 내용 면에서 다른 베다 문헌에는 존재하지 않는 많은 공통 인도-이란 요소를 유지하고 있다. 그것의 시대 범위는 후기 하라판 문화, 간다라 무덤 문화, 황토색 토기 문화에 해당할 것이다.
2. 만트라 언어 문헌 : 이 시기에는 아타르바베다의 만트라와 산문어(파이팔라다와 샤운므키야), 리그베다 킬라니, 사마베다 삼히타(리그베다에 없는 75개의 만트라 포함), 그리고 야주르베다의 만트라가 모두 포함된다. 이 텍스트들 중 많은 부분이 리그베다에서 유래되었지만 언어적 변화와 재해석에 의해 특정한 변화를 겪었다. 이 시기는 인도 북서부의 초기 철기 시대로, 기원전 12세기부터 11세기까지 거슬러 올라가는 흑적색토기와 채문회색토기 문화, 초기 쿠루 왕국에 해당한다.
3. 삼히타 산문 문헌 : 이 시기는 베다의 정전 수집과 성문화의 시작을 나타낸다. 중요한 언어적 변화는 명령어의 완전한 상실이다. 흑야주르베다(MS, KS, TS)의 브라마나 부분('만트라와 의식에 대한 주석')은 이 시기에 속한다. 고고학적으로, c. 기원전 1000년 또는 900년은 쿠루 왕국에 해당하며 이후 정치 중심지가 쿠루족에서 동쪽 갠지스 강의 판찰라족으로 이동했다.
4. 브라마나 산문 문헌 : 네 베다의 고유 브라마나는 이 시기에 속하며, 우파니샤드(BAU, ChU, JUB) 중 가장 오래된 아란야카들과 가장 오래된 슈라우타수트라(BSS, VadhSS)들도 이 시기에 속한다. 동쪽에는 비데하(N. 비하르와 네팔)가 베다 시대의 세 번째 주요 정치적 중심지로 자리잡고 있다.
5. 수트라 언어 문헌 : 이것은 기원전 500년경까지 이어지는 베다 산스크리트어의 마지막 층으로 슈라우타와 그리하수트라의 대부분과 일부 우파니샤드(예: 카투, 마이트루)를 포함한다.

## 시각 예술
인도 북부에서는 인더스 문명의 예술에 신에 대한 초기 묘사가 일부 나타난다. 그러나 베다 시대의 인도아리아인 이주와 일치하는 다음 천년기에는 그러한 유적이 없다. 초기 베다 종교는 의인화된 표현에 쉽게 도움이 되지 않았던 순수하게 " 정교한 희생을 통한 자연의 기본적인 힘"의 숭배에만 집중했다고 주장되었다. 다양한 인공물이 구리 축적 문화(2천년 CE)에 속할 수 있으며, 그중 일부는 의인화적 특성을 암시한다. 이러한 유물의 정확한 의미 또는 심지어 그들이 속한 문화와 시대화에 대한 해석은 다양하다. 예술적 표현의 일부 예는 흑적색토기 문화 (1450-1200 BCE) 또는 채문회색토기 문화 (1200-600 BCE) 동안 추상적인 토기 디자인에도 나타나며 마투라 지역을 포함한 넓은 지역에서 발견된다.

## 고고학
베다 물질 문화의 단계로 확인된 고고학 문화에는 황토색토기 문화, 간다라 무덤 문화, 흑적색토기 문화 및 채문회색토기 문화 등이 포함된다.
황토색토기 문화는 대략 1950-1951년 사이 우타르프라데시주 서부의 바다운구과 비슈아르구에서 처음 발견되었다. 이 문화는 인더스 문명과 하라판 문화의 종말 사이의 전환기인 제2천년기 후반에 두드러졌던 것으로 생각된다. 이 토기들은 일반적으로 물레로 만들어지며, 가늘고 중간 정도의 직물로 불에 잘 타지 않고, 빨간색 슬립으로 장식되며, 때때로 검은색 띠가 있다. 토기를 작업할 때, 그것은 종종 손에 황토색을 남겼는데, 아마도 물이 고이고, 불이 잘 붙지 않거나, 바람의 작용 또는 이러한 요소들의 혼합 때문일 것이다. 이 토기들은 도압 전역에서 발견되었으며, 대부분 무자파르나가르, 미루트, 불란샤르에서 발견되지만, 바하드라바드의 북쪽과 남쪽으로 뻗어 있는 이 지역 밖에도 존재한다. 그러나 이 토기들은 대중성의 다른 시간대 내에 존재하는 것으로 보이며, 우리가 도압에서 보는 것보다 더 일찍 라자스탄과 같은 지역에서 발생하는 것으로 보인다. 도압이 문화와 많이 연관되어 있음에도 불구하고 말이다.
간다라 무덤 문화는 간다라 지역에서 발견된 초기적인 무덤 양식을 가리키며, 바주아르에서 인더스까지 쭉 뻗어 있다. 이 무덤들은 정해진 무덤 구조와 경직된 매장과 화장과 같은 "죽음의 관행"을 따르는 것으로 보인다. 이 문화는 석재가 늘어선 구덩이에서 매장되는 하부, 유골함과 화장이 추가되는 상부, 그리고 무덤이 거대한 석판으로 덮여 있는 "표면" 단계의 3단계로 발생하는 것으로 생각되며, 하부 단계에서, 발굴자들은 이 무덤들이 일반적으로 2-3피트 깊이이고 위에 돌로 덮여 있다는 것을 발견했다. 돌을 파낸 후에, 머리는 한 방향을 향하고 손은 서로 겹쳐진 채 남서쪽에서 북동쪽을 향하고 있는 해골들이 발견되었다. 여성 해골들은 종종 머리핀과 보석을 착용한 채 발견되었다. 토기는 죽은 사람의 시신과 함께 묻히는 "중대한 물건"으로 종종 사용되었기 때문에, 이 문화에서 토기는 매우 중요하다. 유골과 함께 묻힌 부장품으로 일반적으로 시신 위에 다양한 항아리를 볼 수 있으며, 무덤당 평균 5개 이하의 토기 조각을 볼 수 있다. 이 문화 안에서는 일반적으로 회색토기 또는 적색토기 두 종류의 토기가 보인다.
흑적색토기 문화는 1946년에 모티머 휠러 경이 만든 용어이다. 이름에서 알 수 있듯이, 이 토기는 일반적으로 검은색 테두리/내부 표면을 가지고 있으며, 조각의 바깥쪽 하반부는 빨간색으로 되어 있다. 흑적색토기는 크게 제기 그릇 또는 요리 그릇으로 사용된다. 이 토기 조각들의 대부분은 닦거나, 칠하거나, 한쪽으로 미끄러진 입이 벌어진 그릇들이었지만, 항아리, 냄비, 접시들도 소량 발견되었다. 흑적색토기와 그 주변의 문화는 신석기 시대에 퍼지기 시작해 인도 중세 초기까지 계속되었고 서아시아와 이집트의 일부에서 발견되었다. 그것의 생성 과정에 대해서는 많은 이론들이 있는데, 가장 인기 있는 것은 역발화 기술을 사용하거나 산화와 환원을 동시에 발사하는 것이다. 그러나 한 연구자는 이 두 가지 이론이 상당히 잘못된 것일 수 있다는 것을 알게 되었는데, 그 이유는 그들이 "토기의 특징적인 색은 단순히 뒤집힌 불쏘시개로 얻을 수 없다"는 것을 언급하는 이중 소성을 통해 재현할 수 있었기 때문이다.
채문회색토기 문화는 베다 시대 초기에 인도로 이주한 초기 아리아인들로 느슨하게 분류되는 수틀레, 가거, 상류 갠지스/야무나 계곡에 정착한 사람들과 연관된 중요한 토기 양식이다. 또한 채색회색토기 문화를 소개한 집단들이 인도-갠지스 평원에 철기 기술을 도입하여 이 토기를 북인도 철기 시대의 기념비적인 표시로 만들었다고 생각된다. 회색토기 양식은 종종 찰흙 바퀴를 사용하여 부드러운 질감을 만들고, 회백색을 띠며, 종종 검은색 잉크로 장식되어 작은 원형 무늬, 때로는 나선형, 스와스티카 또는 시그마를 만든다. 회색토기는 거의 독점적으로 마시기 위한 토기로 허리가 좁고, 키가 큰 술잔, 중간 크기의 술잔, 입술이 튀어나온 술병 등 3가지 형태를 갖는 경향이 있다. 토기의 설립을 둘러싼 뚜렷한 회색토기 문화가 있었으며, 그 문화는 중요하지만, 회색토기가 "고액의 사치품"으로 여겨졌기 때문에, 회색토기는 발견된 베다 토기의 10-15%만을 차지했다.

## 베다 시대의 푸라나 연대기
마하바라타, 라마야나, 푸라나와 같은 후기 힌두교 문헌에서 묘사된 고대 인도 역사와 신화의 사건 연표인 푸라나 연표는 훨씬 더 오래된 베다 문화의 연표를 구상한다. 이러한 관점에서 베다는 수천 년 전에 일곱 리시들에 의해 받아들여졌다. 현재의 칼파의 마누이자 인류의 시조인 바이바스바타 마누의 통치의 시작은 지금까지 거슬러 올라간다. 기원전 1000년경 아리아바르타의 심장부에서 일어난 역사적인 사건들과 관련이 있을 수 있는 바가바드 기타의 배경인 쿠루크셰트라 전쟁은 신화적인 연대가 기원전 3100년경으로 기록되어 있다.

## 갤러리

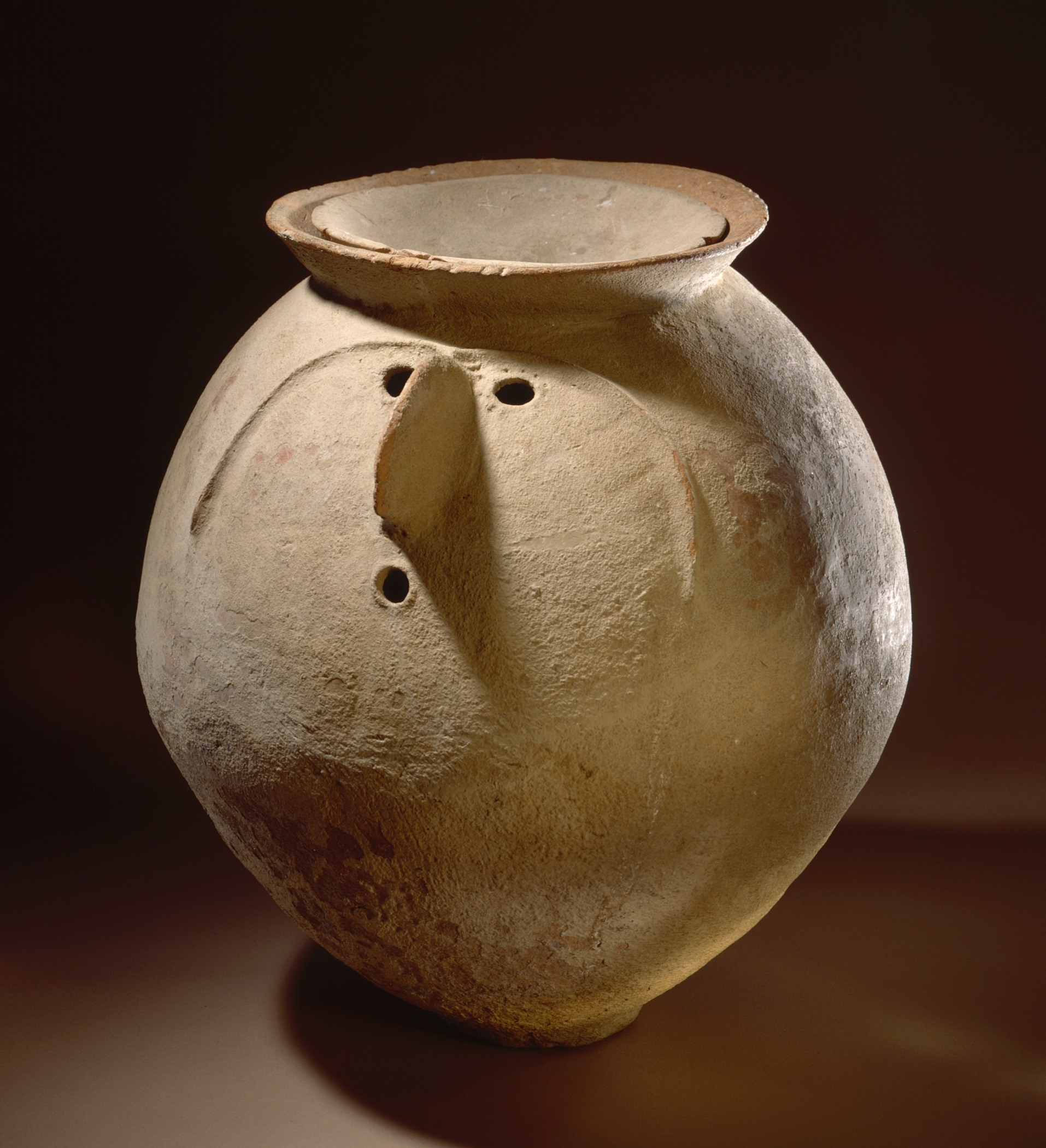
초기 베다 시대의 대표적인 문화인 간다라 무덤 문화 지대에서 출토된 토기
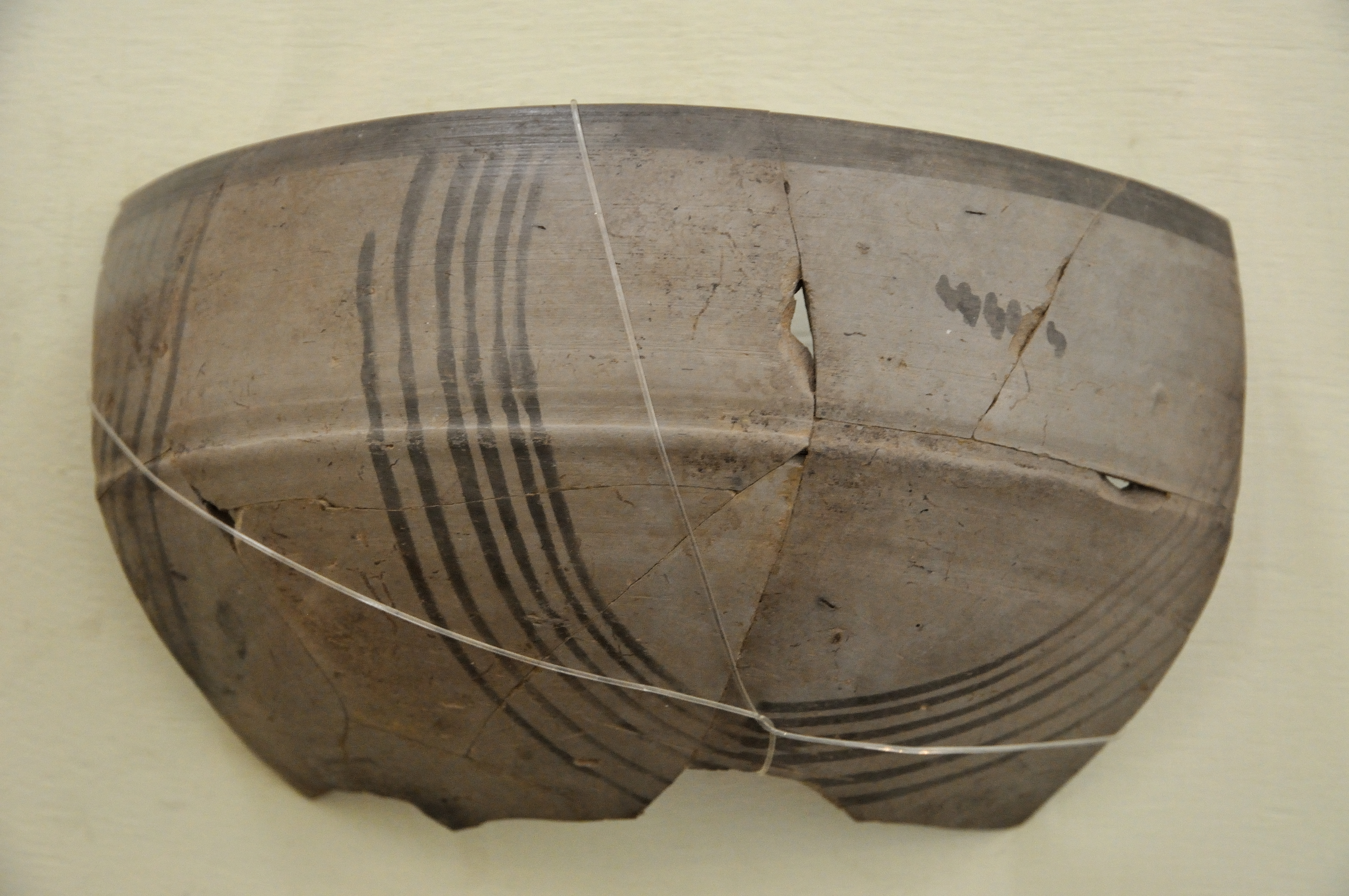
후기 베다 시대의 대표적인 토기 양식인 채문회색토기
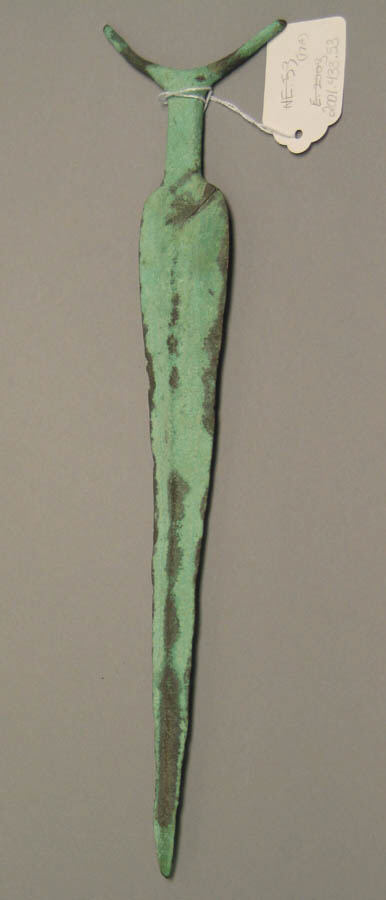
베다 시대 고대 인도의 도검
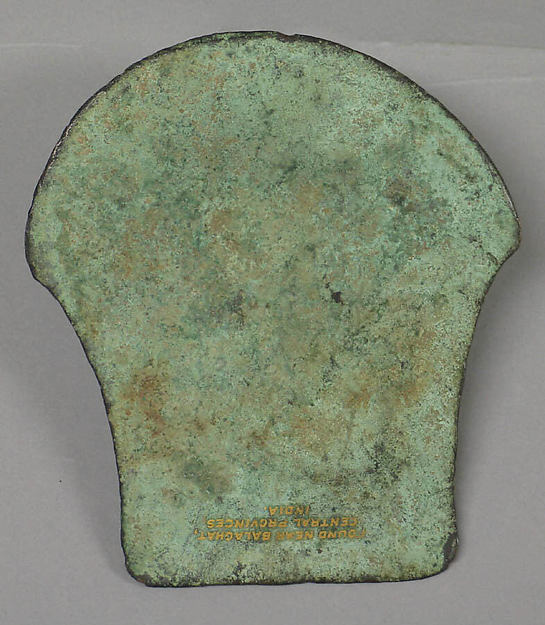
베다 시대 고대 인도의 도끼

## 같이 보기
- 인도의 역사
- 브라만교

### 인용주
1. ↑  McClish & Olivelle 2012, xxiv쪽: "Although the Vedas are essentially liturgical documents and increasingly mystical reflections on Vedic ritual, they are sufficiently rich and extensive to give us some understanding of what life was like at the time. The earliest of the Vedas, the Ṛgveda Saṃhitā, contains 1,028 hymns, some of which may be  as old as 1500 BCE.  Because the Vedic texts are the primary way in which we can understand the period between the fall of the IVC (ca 1700) and the second wave of urbanization (600 BCE), we call the intervening era of South Asian history the 'Vedic Period.'"
2. ↑    - Rita Banerji (2008), Sex and Power, Penguin UK: "The Vedic patriarchal culture was defined by an extremely aggressive need to establish a social order that catered to male sexuality, both on earth and in the heavens—among humans and also among the gods."
  - Alphonso Lingis (2018), The Alphonso Lingis Reader, University of Minnesota Press: "Patriarchal culture entered Siam late, through the royal family, which, though to this day Buddhist, in the late Sukhothai period—as Angkor long before it—imported brahminical priests and, with them, Vedic patriarchal culture."
  - Chitrabhanu Sen (1978), A Dictionary of the Vedic Rituals: Based on the Śrauta and Gṛhya Sūtras, Concept Publishing Company: "But the most important transformation that occurred in the patriarchal vedic society is the exclusion of women from the sacrifices."
3. ↑  See:
  - Anthony 2007, 408쪽 states that around 1800–1600 BCE, the Indo-Aryans are believed to have split off from the Iranians.
  - Anthony 2007, 454쪽 states that one of these Indo-Aryan groups would found the Mitanni kingdom in northern Syria (c. 1500–1300 BCE).
  - Beckwith 2009, 33, 35쪽 states that they were defeated and split into two groups by the Iranians, who dominated the Central Eurasian steppe zone and "chased them to the extremities of Central Eurasia."
  - Beckwith 2009, 34쪽 states that the other group were the Vedic people, who were pursued by the Iranians "across Iran into India."
  - Witzel 2001
  - Bhan 2002
  - Anthony 2007
  - Ratnagar 2008
  - Parpola 2015
  - Joseph 2018
  - Joseph 2019
4. 1 2  According to Anthony 2007, 454-455쪽, at least 383 non-Indo-European words were borrowed from this culture, including the god Indra and the ritual drink Soma, which according to Anthony was "probably borrowed from the BMAC religion." Anthony 2007, 454쪽: "Many of the qualities of Indo-Iranian god of might/victory, Verethraghna, were transferred to the adopted god Indra, who became the central deity of the developing Old Indic culture. Indra was the subject of 250 hymns, a quarter of the Rigveda. He was associated more than any other deity with Soma, a stimulant drug (perhaps derived from Ephedra) probably borrowed from the BMAC religion. His rise to prominence was a peculiar trait of the Old Indic speakers."
Narasimhan et al. state that there was no genetic impact from Bactria-Margiana populations on the ancestry of South Asians.[61]
5. ↑  See:
  - Singh 2008, 186쪽: "The original homeland of the Indo-Europeans and Indo-Aryans is the subject of continuing debate among philologists, linguists, historians, archaeologists and others. The dominant view is that the Indo-Aryans came to the subcontinent as immigrants. Another view, advocated mainly by some Indian scholars, is that they were indigenous to the subcontinent."
  - As of 2006, Mallory & Adams 2006, 460-461쪽 note that two types of models "enjoy significant international currency" as to the Indo-European homeland, namely the Anatolian hypothesis, and a migration out of the Eurasian steppes.
  - Bryant 2001, 7쪽: "This does not mean that the Indigenous Aryan position is historically probable. The available evidence by no means denies the normative view—that of external Aryan origins and, if anything, favors it." Bryant & Patton 2005, 342쪽 used the term "Indo-Aryan Controversy" for an oversight of the Indo-Aryan Migration theory, and some of its opponents.
  - Witzel 2001: "The 'revisionist project' certainly is not guided by the principles of critical theory but takes, time and again, recourse to pre-enlightenment beliefs in the authority of traditional religious texts such as the Purånas. In the end, it belongs, as has been pointed out earlier, to a different 'discourse' than that of historical and critical scholarship. In other words, it continues the writing of religious literature, under a contemporary, outwardly 'scientific' guise. Though the ones pursuing this project use dialectic methods quite effectively, they frequently also turn traditional Indian discussion methods and scholastic tricks to their advantage [...] The revisionist and autochthonous project, then, should not be regarded as scholarly in the usual post-enlightenment sense of the word, but as an apologetic, ultimately religious undertaking aiming at proving the 'truth' of traditional texts and beliefs. Worse, it is, in many cases, not even scholastic scholarship at all but a political undertaking aiming at 'rewriting' history out of national pride or for the purpose of 'nation building'."
  - In her review of Bryant's "The Indo-Aryan Controversy," Jamison 2006 comments: "...the parallels between the Intelligent Design issue and the Indo-Aryan "controversy" are distressingly close. The Indo-Aryan controversy is a manufactured one with a non-scholarly agenda, and the tactics of its manufacturers are very close to those of the ID proponents mentioned above. However unwittingly and however high their aims, the two editors have sought to put a gloss of intellectual legitimacy, with a sense that real scientific questions are being debated, on what is essentially a religion-nationalistic attack on a scholarly consensus."
6. ↑  Witzel's study is furthermore cited by:
  - Hiltebeitel 2011, 57쪽
  - Proferes 2003

### 참조주
1. ↑  McClish & Olivelle 2012.
2. 1 2  Stein 2010.
3. 1 2 3 4 5 6 7 8 9 10 11 12 13  Witzel 1995. sfn 오류: 여러 대상 (2×): CITEREFWitzel1995 (도움말)
4. 1 2 3 4 5 6 7 8 9 10 11  Samuel 2010.
5. 1 2 3 4 5 6  Flood 1996.
6. 1 2  Hiltebeitel 2002.
7. 1 2 3 4 5  Witzel 1989.
8. ↑  Narasimhan 외. 2019.
9. ↑  Pletcher, Kenneth (2010). 《The History of India》. Britannica Educational Publishing. 60쪽.
10. 1 2 3 4 5 6 7 8  Anthony 2007.
11. ↑  Kuzmina 2007.
12. ↑  Bryant 2001.
13. 1 2 3 4 5 6 7 8 9 10 11 12 13 14 15 16 17 18 19 20 21 22 23 24  Singh 2008.
14. 1 2  Kak 2001b.
15. ↑  Witzel 2001.
16. ↑  Witzel 2019.
17. ↑  Woodard 2006.
18. 1 2  Beckwith 2009.
19. 1 2 3 4 5 6 7 8  Kulke & Rothermund 1998.
20. 1 2  Bronkhorst 2007.
21. ↑  Erdosy 1995, 335쪽.
22. ↑  Hiltebeitel 2001, 2, note 12쪽.
23. ↑  According to Erdosy, this battle provided a prototype for the epic Mahabharata,[21] Hiltebeitel calls this idea a "particularly baffling fancy."[22]
24. 1 2 3 4 5 6 7 8 9 10 11 12 13 14  Basham 2008.
25. ↑  Reddy 2011.
26. ↑  Tignor, Robert L. (2014). 《Worlds together, worlds apart: a history of the world from the beginnings of humankind to the present》 4판. New York: W. W. Norton & Company. ISBN 9780393922073. OCLC 854609153.
27. ↑  Kaushik, Roy (2013). 《Military manpower, armies and warfare in South Asia》. London: Pickering & Chatto. ISBN 9781848932920. OCLC 827268432.
28. ↑  Hiltebeitel 2007.
29. ↑  Avari, Burjor (2016). 《India: The Ancient Past: A History of the Indian Subcontinent from C. 7000 BCE to CE 1200》. Routledge. 89쪽. ISBN 9781317236733.
30. ↑  H. C. Raychaudhuri (1972), Political History of Ancient India, Calcutta: University of Calcutta, p.67–68.
31. 1 2 3 4  Olivelle 1998.
32. 1 2  Majumdar 1998.
33. ↑  Fortson 2011.
34. ↑  Sen 1999.
35. ↑  Long 2013.
36. ↑  Staal 2008.
37. ↑  Majumdar 1977.
38. ↑  Bellah, Robert N. Religion in Human Evolution (Harvard University Press, 2011), p. 491 f. (online).
39. ↑  Bellah 2011, 697-98: citing the terminology of Bruce Trigger, Understanding Early Civilizations (online).
40. ↑  Cited by Bellah 2011, p. 698 f. (online).
41. ↑  Bellah 2011, p. 509, citing Patrick Olivelle's introductory remarks to his translation of the Upanishads (online).
42. ↑  Erdosy 1995a.
43. ↑  Erdosy 1995b.
44. ↑  Nigal, S.G. Axiological Approach to the Vedas. Northern Book Centre, 1986. P. 81. ISBN 81-85119-18-X.
45. ↑  Singhal, K. C; Gupta, Roshan. The Ancient History of India, Vedic Period: A New Interpretation. Atlantic Publishers and Distributors. ISBN 8126902868. P. 150-151.
46. ↑  Day, Terence P. (1982). The Conception of Punishment in Early Indian Literature. Ontario: Wilfrid Laurier University Press. P. 42-45. ISBN 0-919812-15-5.
47. ↑  Krishnananda. Swami. A Short History of Religious and Philosophic Thought in India, Divine Life Society. p. 21
48. ↑  Holdrege 2004.
49. ↑  Panikkar 2001, 350-351쪽 remarks: "Ṛta is the ultimate foundation of everything; it is "the supreme", although this is not to be understood in a static sense. [...] It is the expression of the primordial dynamism that is inherent in everything...."
50. ↑  Stephanie W. Jamison and Michael Witzel in Arvind Sharma, editor, The Study of Hinduism. University of South Carolina Press, 2003, page 65: "... to call this period Vedic Hinduism is a contradiction in terms since Vedic religion is very different from what we generally call Hindu religion - at least as much as Old Hebrew religion is from mediaeval and modern Christian religion. However, Vedic religion is treatable as a predecessor of Hinduism."
51. 1 2  Paul & Paul 1989.
52. ↑  Krishan, Yuvraj; Tadikonda, Kalpana K. (1996). 《The Buddha Image: Its Origin and Development》. Bharatiya Vidya Bhavan. ix-x쪽. ISBN 978-81-215-0565-9.
53. ↑  Shaw, Ian; Jameson, Robert (2008). 《A Dictionary of Archaeology》. John Wiley & Sons. 248쪽. ISBN 978-0-470-75196-1.
54. ↑  Darvill, Timothy (2009). 《The Concise Oxford Dictionary of Archeology》 2판. Oxford University Press.
55. 1 2 3 4 5 6 7  Dani 1966.
56. 1 2 3 4  Zahir 2016.
57. 1 2 3 4 5  Mishra 2007.
58. 1 2 3  Hedge 2015.
59. ↑  Rocher 1986, 122쪽.
60. ↑  Singh 2009.
61. Narasimhan, Vagheesh. “The formation of human populations in South and Central Asia”. 《Science》.

## 참고 문헌
- Anthony, David W. (2007). 《The Horse, the Wheel, and Language: How Bronze-Age Riders from the Eurasian Steppes Shaped the Modern World》. Princeton University Press. ISBN 978-0691058870.
- Anthony, David; Ringe, Don (2015), “The Indo-European Homeland from Linguistic and Perspectives”, 《Annual Review of Linguistics》 1: 199–219, doi:10.1146/annurev-linguist-030514-124812
- Basham, A. L. (2008) [first published 1954 by Sidgwick and Jackson], 《The Wonder that was India: A survey of the history and culture of the Indian sub-continent before the coming of the Muslims》, Scholarly Publishing Office, University of Michigan, ISBN 978-1-59740-599-7
- Bronkhorst, Johannes (2007), 《Greater Magadha: Studies in the Culture of Early India》, BRILL
- Bryant, Edwin (2001), 《The Quest for the Origins of Vedic Culture: The Indo-Aryan Migration Debate》, New York: Oxford University Press
- Bryant, Edwin; Patton, Laurie, 편집. (2005), 《Indo-Aryan Controversy: Evidence and Inference in Indian History》, Routledge
- Erdosy, George (1995), 《The Indo-Aryans of Ancient South Asia: Language, Material Culture and Ethnicity》, Walter de Gruyter
- Flood, Gavin D. (1996), 《An Introduction to Hinduism》, Cambridge University Press, ISBN 9780521438780
- Flood, Gavin (2003), 《The Blackwell Companion to Hinduism》, Malden, MA: Blackwell, ISBN 1-4051-3251-5
- Fortson, Benjamin W. (2011), 《Indo-European Language and Culture: An Introduction》, John Wiley & Sons, ISBN 978-1-4443-5968-8
- Griswold, Hervey De Witt (1971), 《The Religion of the Ṛigveda》, Motilal Banarsidass, ISBN 978-81-208-0745-7
- Hiltebeitel, Alf (2001), 《Rethinking the Mahabharata: A Reader's Guide to the Education of the Dharma King》, University of Chicago Press
- Hiltebeitel, Alf (2002), 《Hinduism. In: Joseph Kitagawa, "The Religious Traditions of Asia: Religion, History, and Culture"》, Routledge, ISBN 9781136875977
- Hiltebeitel, Alf (2007), 〈Hinduism〉,   Joseph Kitagawa, 《The Religious Traditions of Asia: Religion, History, and Culture》 (Digital printing), Routledge, ISBN 9781136875908
- Holdrege, Barbara A. (2004), 〈Dharma〉,   Mittal, S.; Thursby, G., 《The Hindu World》, New York: Routledge, 213–248쪽, ISBN 0-415-21527-7
- Jamison, Stephanie W. (2006). “The Indo-Aryan controversy: Evidence and inference in Indian history (Book review)” (PDF). 《Journal of Indo-European Studies》 34: 255–261.
- Joseph, Tony (2018), 《Early Indians: The Story of Our Ancestors and Where We Came From》, Juggernaut
- Kak, Subhash (2001b), “On the Chronological Framework for Indian Culture” (PDF), 《Journal of Indian Council of Philosophical Research》
- Kak, Subhash (2005), 〈Vedic astronomy and early Indian chronology〉,   Bryant, Edwin; Patton, Laurie, 《Indo-Aryan Controversy: Evidence and Inference in Indian History》, Routledge
- Kulke, Hermann; Rothermund, Dietmar (1998), 《A History of India》, Routledge, ISBN 978-0-415-32920-0
- Kuzmina, Elena E. (2007). 《The Origin of the Indo-Iranians》 (영어). Brill. ISBN 978-90-04-16054-5.
- Long, Jeffrey D. (2013), 《Jainism: An Introduction》, I.B. Tauris
- Majumdar, Ramesh Chandra (1977), 《Ancient India》, Motilal Banarsidass, ISBN 978-81-208-0436-4
- Mallory, J. P.; Adams, D. Q. (2006), 《The Oxford Introduction to Proto-Indo-European and the Proto-Indo-European World》, Oxford University Press
- McClish, Mark; Olivelle, Patrick (2012), 〈Introduction〉,   M. McClish; P. Olivelle, 《The Arthasastra: Selections from the Classic Indian Work on Statecraft》, Hackett Publishing, xxiv쪽, ISBN 978-1-60384-903-6
- Michaels, Axel (2004), 《Hinduism. Past and present》, Princeton, New Jersey: Princeton University Press
- Narasimhan, Vagheesh M.; Patterson, N.J.;  외. (2019), “The Formation of Human Populations in South and Central Asia”, 《Science》 365 (6457): eaat7487, doi:10.1126/science.aat7487, PMC 6822619, PMID 31488661
- Olivelle, Patrick (1998), 《Upanis̥ads》, Oxford University Press, ISBN 978-0-19-283576-5
- Panikkar, Raimundo (2001), 《The Vedic Experience: Mantramañjari》, Bangalore: Motilal Banarsidass, ISBN 81-208-1280-8
- Reddy, K. Krishna (2011), 《Indian History》, Tata McGraw-Hill Education, ISBN 978-0-07-132923-1
- Rocher, Ludo (1986), 《The Purāṇas》, Otto Harrassowitz Verlag
- Samuel, Geoffrey (2010), 《The Origins of Yoga and Tantra. Indic Religions to the Thirteenth Century》, Cambridge University Press
- Sen, S. N. (1999), 《Ancient Indian History And Civilization》, New Age International, ISBN 978-81-224-1198-0
- Singh, Upinder (2008), 《A History of Ancient and Early Mediaeval India: From the Stone Age to the 12th Century》, Pearson Education India, ISBN 978-81-317-1120-0
- Singh, Upinder (2009), 《History of Ancient and Early Medieval India: From the Stone Age to the 12th Century》, Longman, ISBN 978-8131716779
- Staal, Frits (2008), 《Discovering the Vedas: Origins, Mantras, Rituals, Insights》, Penguin Books India, ISBN 978-0-14-309986-4
- Stein, Burton (2010), 《A History of India》, John Wiley & Sons, ISBN 978-1-4443-2351-1
- Winternitz, Moriz; Sarma, Vuppala Srinivasa (1981), 《A history of Indian literature: Introduction, Veda, epics, purānas and tantras》, Motilal Banarsidass, ISBN 978-81-208-0264-3
- Witzel, Michael (1989), “Tracing the Vedic dialects”, 《Dialectes dans les Litteratures Indo-Aryennes Ed. Caillat, Paris, 97–265.》
- Witzel, Michael (1995), “Early Sanskritization: Origin and Development of the Kuru state” (PDF), 《Electronic Journal of Vedic Studies》 1 (4): 1–26, 2007년 6월 11일에 원본 문서 (PDF)에서 보존된 문서
- Witzel, Michael (2001), “Autochthonous Aryans? The Evidence from Old Indian and Iranian Texts” (PDF), 《Electronic Journal of Vedic Studies 7-3 (EJVS) 2001(1-115)》
- Witzel, Michael (1995), “Early Sanskritization. Origins and Development of the Kuru State.” (PDF), 《Electronic Journal of Vedic Studies》 1 (4): 1–26, 11 June 2007에 원본 문서 (PDF)에서 보존된 문서, 20 February 2012에 확인함
- Woodard, Roger D. (2006년 8월 18일). 《Indo-European Sacred Space: Vedic and Roman Cult》. University of Illinois Press. ISBN 978-0-252-09295-4.